# 니시마이코역
니시마이코역(일본어: 西舞子駅, にしまいこえき)은 일본 효고현 고베시 다루미구에 있는 산요 전기철도 본선의 역이다. 역 번호는 SY 14이다.

## 역 구조
상대식 승강장 2면 2선의 지상역 구조이고, 개찰구는 지하에 있어 역사는 없다. 개찰구는 1곳 뿐이고, 창구는 기본적으로 무인화되어 있다. 승강장이 좁아서 통과 열차에 주의가 필요하다.

### 승강장
| 바다쪽 | ■ 본선(하행) | 아카시・히메지・아보시 방면 |  |
| 산쪽   | ■ 본선(상행) | 고베・오사카 방면           |  |

## 역 주변
- 오토시 산 유적 공원
- 기쓰네즈카 고분
- 마이코 오솔길 공원
- 마이코로쿠 신사
- 신슈지
- 고베 마이코 우체국
- 마이코 보육원

## 역사
- 1917년 4월 12일: 효고 전기궤도의 시오야(현, 산요시오야) ~ 아카시에키마에(현, 산요아카시) ~ 아카시(이후 폐지) 구간 연장 시 야마다역으로 영업 개시.
- 1927년 4월 1일: 우지가와 전기에 의한 합병으로 본 회사의 역이 됨.
- 1933년 6월 6일: 우지가와 전기 철도 부문이 분리되어 산요 전기철도의 역이 됨.
- 1935년 8월 1일: 마이코역으로 역명 변경.
- 1937년: 니시마이코역으로 역명 변경.
- 1984년 3월 25일: 급행 설정 소멸로 본 역에 정차하는 우등 열차도 소멸됨.
- 1995년
  - 1월 17일: 한신・아와지 대지진으로 산요 전철 본선이 불통이 되어, 본 역도 한때 영업 중지.
  - 1월 27일: 가스미가오카 ~ 산요아카시 구간의 운행 재개에 따라 영업 재개.

## 인접역
| 산요 전기철도 ■ 본선                   | 산요 전기철도 ■ 본선 | 산요 전기철도 ■ 본선             |
| -------------------------------------- | -------------------- | -------------------------------- |
| SY 13 마이코코엔 우메다・니시다이 방면 | ■ 보통               | 오쿠라다니 SY 15 산요히메지 방면 |